# Kościół Najświętszego Serca Pana Jezusa w Galewicach
Kościół pw. Najświętszego Serca Pana Jezusa – kościół parafialny pod wezwaniem Najświętszego Serca Pana Jezusa w Galewicach. 

## Historia
Kościół wybudowany został w latach 1969-1970.